# Nodosauridae
Die Nodosauridae („Knotenechsen“) sind eines der zwei Subtaxa (Untergruppen), in die die Dinosauriergruppe der Ankylosauria eingeteilt wird.

## Merkmale
Die Nodosauridae haben wie alle Ankylosauria einen breiten, massiven Rumpf, der von vier kurzen, kräftigen Gliedmaßen getragen wird, wobei die Hinterbeine länger als die Vorderbeine sind. Wie alle Ankylosauria waren sie quadruped, die Gliedmaßen waren aber in der Regel etwas schlanker als die der Ankylosauridae, der zweiten Untergruppe. Der Nacken, der Rumpf und die Oberseite des Schwanzes waren von einer Panzerung aus Knochenplatten bedeckt. 
Der Schädel der Nodosauridae war – verglichen mit dem der Ankylosauridae – schmaler gebaut und langgestreckter, auch das Maul war zugespitzter. Die jeweils zwei knöchernen Auswüchse hinter der Augenhöhle und an der Wange waren klein und rundlich – bei den Ankylosauridae waren sie größer und zugespitzter. Wie bei allen Ankylosauria waren die Zähne klein und blattförmig und an eine pflanzliche Ernährung angepasst. Die Oberseite des Schädels und manchmal sogar die Augenlider waren ebenfalls mit einer knöchernen Panzerung versehen.
Viele Nodosauridae hatten auffällige Stacheln in der Schulterregion, manchmal auch an den Flanken. Unterschiede gibt es auch im Bau des Schulterblattes, das bei den Nodosauridae einen auffälligen, beulenartigen Auswuchs (Acromion) aufwies. Ein weiteres Unterscheidungsmerkmal ist, dass die Nodosauridae im Gegensatz zu vielen Ankylosauridae keine knöcherne Schwanzkeule besaßen.

## Paläobiologie
Das spitzere Maul lässt darauf schließen, dass die Nodosauridae bei der Wahl ihres Futters selektiver waren und bestimmte Pflanzenformen bevorzugten. Zur Verteidigung gegenüber Fressfeinden diente ihnen die knöcherne Panzerung, möglicherweise haben sie sich im Bedrohungsfall auf den Boden gedrückt, um den ungeschützten Bauch zu sichern. Die Stacheln haben vermutlich weniger der Verteidigung als der Kommunikation mit Artgenossen gedient, möglicherweise in Form von Zurschaustellung oder auch in direkten Konfrontationen.
Wie lange die Nodosauridae existierten und welche Kontinente sie bewohnten, ist aufgrund der unsicheren Zuordnung zahlreicher Gattungen fraglich. Die frühesten bekannten Vertreter lebten möglicherweise schon im Jura, in der Kreidezeit erreichte die Gruppe ihre größte Formen- und Gattungsvielfalt. Funde der Nodosauridae sind vorwiegend aus Nordamerika und seltener aus Europa (und vermutlich auch aus Asien) bekannt. Es ist denkbar, dass die Nodosauridae bereits kurz vor dem Massenaussterben der Dinosaurier am Ende der Kreidezeit ausgestorben sind.

## Systematik
Die Systematik der Ankylosauria ist in vielen Bereichen umstritten. Das ist auch dadurch bedingt, dass viele Funde schlecht erhalten sind und eine eindeutige Diagnose oft kaum möglich ist. Diskutiert wird auch die Zugehörigkeit der Polacanthidae oder Polacanthinae, die manchmal den Ankylosauridae und manchmal den Nodosauridae zugeordnet werden. Die hier beschriebene Systematik folgt weitgehend M. Vickaryous et al. (2004), zum Vergleich wird – wo es Abweichungen gibt – die Systematik von K. Carpenter oder die Zuordnung durch die Erstbeschreiber in Klammern hinter dem Namen dargestellt. (Siehe auch Innere Systematik der Ankylosauria.)
- Nodosauridae
  - Animantarx
  - Borealopelta[2]
  - Cedarpelta (Ankylosauridae?)
  - Edmontonia
  - Europelta[3]
  - Glyptodontopelta[4]
  - Invictarx
  - Hungarosaurus
  - Panoplosaurus
  - Patagopelta[5]
  - Pawpawsaurus
  - Peloroplites[6]
  - Sauropelta
  - Silvisaurus
  - Struthiosaurus
  - Zhejiangosaurus
  - Zhongyuansaurus
- Die folgenden Gattungen werden von Vickaryous et al. als Ankylosauria incertae sedis geführt, in vielen Systematiken jedoch den Nodosauridae zugerechnet:
  - Anoplosaurus
  - Liaoningosaurus
  - Niobrarasaurus
  - Nodosaurus
  - Sarcolestes[7]
  - Stegopelta
  - Texasetes